# 12月24日 (旧暦)
旧暦12月24日（きゅうれきじゅうにがつにじゅうよっか）は、旧暦12月の24日目である。六曜は大安である。

## できごと
- 慶長5年（グレゴリオ暦1601年1月28日） - 伊達政宗の命により、仙台城およびその城下町の建設が始まる。
- 明暦2年（グレゴリオ暦1657年2月7日） - 江戸幕府が、日本橋葭町の葭原（吉原）遊廓の浅草千束への移転を命令

## 誕生日
- 慶応3年（グレゴリオ暦1868年1月18日） - 鈴木貫太郎、42代内閣総理大臣・海軍大将（+ 1948年）

## 忌日
- 永禄3年（ユリウス暦1561年1月9日） - 尼子晴久、戦国武将（* 1514年）

## 記念日・年中行事
- 納めの地蔵

年内最後の地蔵菩薩の縁日
- 終い愛宕

年内最後の愛宕権現の縁日